# Polinomios de Fibonacci
En matemáticas, los polinomios de Fibonacci son una secuencia polinomial que se puede considerar como una generalización de la sucesión de Fibonacci. Los polinomios generados de forma similar al número de Lucas se llaman polinomios de Lucas.

## Definición
Los polinomios de Fibonacci están definidos por una relación de recurrencia:
{\displaystyle F_{n}(x)={\begin{cases}0,&{\mbox{si }}n=0\\1,&{\mbox{si }}n=1\\xF_{n-1}(x)+F_{n-2}(x),&{\mbox{si }}n\geq 2\end{cases}}}
Los primeros polinomios de Fibonacci son:
{\displaystyle F_{0}(x)=0\,}
{\displaystyle F_{1}(x)=1\,}
{\displaystyle F_{2}(x)=x\,}
{\displaystyle F_{3}(x)=x^{2}+1\,}
{\displaystyle F_{4}(x)=x^{3}+2x\,}
{\displaystyle F_{5}(x)=x^{4}+3x^{2}+1\,}
{\displaystyle F_{6}(x)=x^{5}+4x^{3}+3x\,}
Los polinomios de Lucas usan la misma recurrencia con diferentes valores iniciales:
{\displaystyle L_{n}(x)={\begin{cases}2,&{\mbox{si }}n=0\\x,&{\mbox{si }}n=1\\xL_{n-1}(x)+L_{n-2}(x),&{\mbox{si }}n\geq 2.\end{cases}}}
Los primeros polinomios de Lucas son:
{\displaystyle L_{0}(x)=2\,}
{\displaystyle L_{1}(x)=x\,}
{\displaystyle L_{2}(x)=x^{2}+2\,}
{\displaystyle L_{3}(x)=x^{3}+3x\,}
{\displaystyle L_{4}(x)=x^{4}+4x^{2}+2\,}
{\displaystyle L_{5}(x)=x^{5}+5x^{3}+5x\,}
{\displaystyle L_{6}(x)=x^{6}+6x^{4}+9x^{2}+2.\,}
Los números de Fibonacci y Lucas se obtienen al dar valor a los polinomios en x = 1; los números de Pell resultan de asignar un valor a Fn en x = 2. Los grados de Fn son n − 1 y el grado de Ln es n. Las funciones generadoras ordinarias para las secuencias son:
{\displaystyle \sum _{n=0}^{\infty }F_{n}(x)t^{n}={\frac {t}{1-xt-t^{2}}}}
{\displaystyle \sum _{n=0}^{\infty }L_{n}(x)t^{n}={\frac {2-xt}{1-xt-t^{2}}}.}
Los polinomios se pueden expresar en términos de la sucesión de Lucas como
{\displaystyle F_{n}(x)=U_{n}(x,-1),\,}
{\displaystyle L_{n}(x)=V_{n}(x,-1).\,}

## Identidades
Como casos particulares de secuencias de Lucas, los polinomios de Fibonacci satisfacen una serie de identidades.
Primero, pueden ser definidos por los índices negativos por
{\displaystyle F_{-n}(x)=(-1)^{n-1}F_{n}(x),\,L_{-n}(x)=(-1)^{n}L_{n}(x).}
Otras identidades incluyen:
{\displaystyle F_{m+n}(x)=F_{m+1}(x)F_{n}(x)+F_{m}(x)F_{n-1}(x)\,}
{\displaystyle L_{m+n}(x)=L_{m}(x)L_{n}(x)-(-1)^{n}L_{m-n}(x)\,}
{\displaystyle F_{n+1}(x)F_{n-1}(x)-F_{n}(x)^{2}=(-1)^{n}\,}
{\displaystyle F_{2n}(x)=F_{n}(x)L_{n}(x).\,}
Las expresiones de forma cerrada, similares a la fórmula de Binet son:
{\displaystyle F_{n}(x)={\frac {\alpha (x)^{n}-\beta (x)^{n}}{\alpha (x)-\beta (x)}},\,L_{n}(x)=\alpha (x)^{n}+\beta (x)^{n},}
donde
{\displaystyle \alpha (x)={\frac {x+{\sqrt {x^{2}+4}}}{2}},\,\beta (x)={\frac {x-{\sqrt {x^{2}+4}}}{2}}}
son las soluciones (en t) de
{\displaystyle t^{2}-xt-1=0.\,}
Una relación entre los polinomios de Fibonacci y los polinomios de base estándar viene dada por
{\displaystyle x^{n}=F_{n+1}(x)+\sum _{k=1}^{\lfloor n/2\rfloor }(-1)^{k}\left[{\binom {n}{k}}-{\binom {n}{k-1}}\right]F_{n+1-2k}(x).}
Por ejemplo,
{\displaystyle x^{4}=F_{5}(x)-3F_{3}(x)+2F_{1}(x)\,}
{\displaystyle x^{5}=F_{6}(x)-4F_{4}(x)+4F_{2}(x)\,}
{\displaystyle x^{6}=F_{7}(x)-5F_{5}(x)+9F_{3}(x)-5F_{1}(x)\,}
{\displaystyle x^{7}=F_{8}(x)-6F_{6}(x)+14F_{4}(x)-14F_{2}(x)\,}

## Interpretación combinatoria

Los coeficientes de los polinomios de Fibonacci se pueden leer en el triángulo de Pascal siguiendo las diagonales "superficiales" (que se muestran en rojo). Las sumas de los coeficientes son los números de Fibonacci.

Si F (n, k) es el coeficiente de xk en Fn(x), entonces
{\displaystyle F_{n}(x)=\sum _{k=0}^{n}F(n,k)x^{k},\,}
entonces F(n, k) es el número de maneras en que un rectángulo de n-1 por 1 puede ser recubierto con dominós de 2 por 1 y de 1 por 1, de modo que se usen exactamente k piezas de tamaño 1. Equivalentemente, F (n, k) es el número de formas de escribir n-1 como una suma ordenada que involucra solo los números 1 y 2, de modo que 1 se usa exactamente k veces. Por ejemplo, F(6,3) = 4, porque 5 (igual a n-1) se puede escribir con estas reglas de 4 maneras distintas: 1 + 1 + 1 + 2; 1 + 1 + 2 + 1; 1 + 2 + 1 + 1; 2 + 1 + 1 + 1; como una suma que involucra solo 1 y 2, con el número 1 usado 3 veces. Contando el número de veces que se usan 1 y 2 en tal suma, es evidente que F(n, k) es igual al coeficiente binomial
{\displaystyle F(n,k)={\binom {\tfrac {n+k-1}{2}}{k}}}
cuando n y k tienen paridad opuesta. Esto proporciona una forma de leer los coeficientes del triángulo de Pascal como se muestra a la derecha.